# Chłopi (powieść)

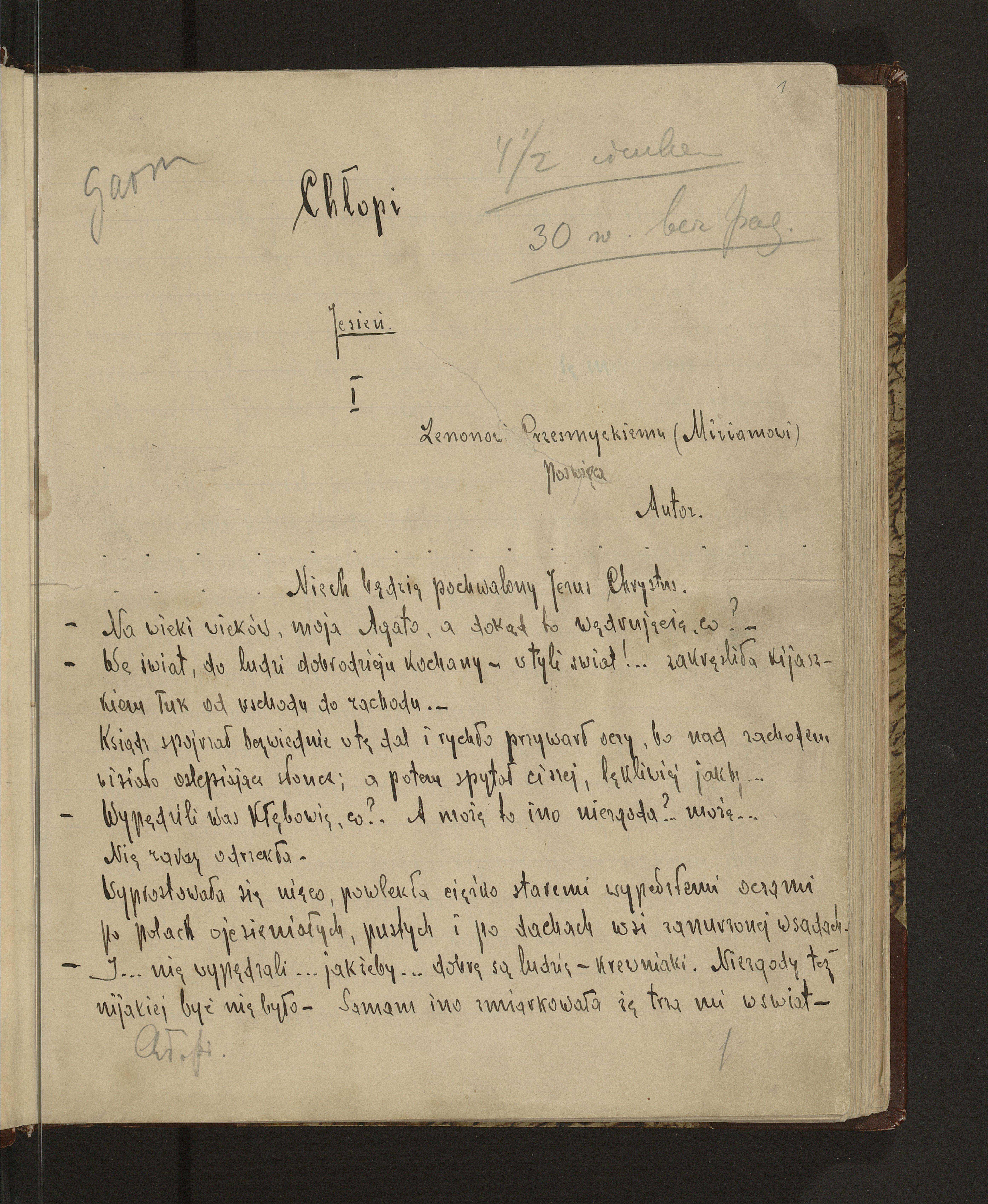
Rękopis części pierwszej Chłopów (ze zbiorów Biblioteki Jagiellońskiej)

Chłopi – powieść społeczno-obyczajowa Władysława Reymonta publikowana w odcinkach w latach 1902–1908 w „Tygodniku Ilustrowanym”, w formie książkowej wydana w latach 1904–1909 w Warszawie w wydawnictwie Gebethner i Wolff.
Pisarz otrzymał za ten utwór literacką Nagrodę Nobla w 1924. Powieść ukazuje życie społeczności wiejskiej zamieszkującej wieś Lipce. Kompozycyjnie Reymont podzielił swoją powieść na cztery tomy: Jesień, Zimę, Wiosnę i Lato.

## Geneza utworu

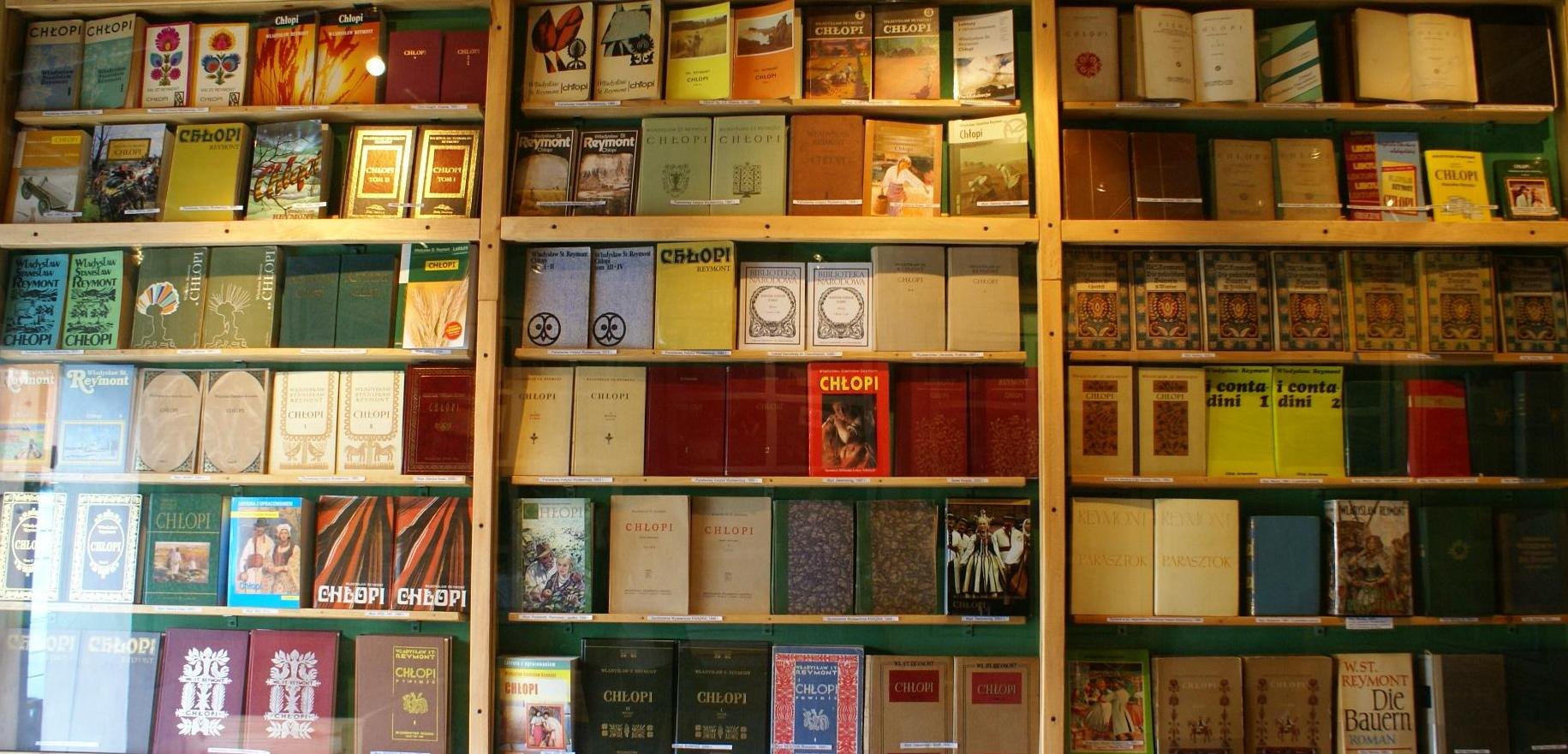
Kolekcja różnych wydań „Chłopów”. Galeria Staroci i Pamiątek Regionalnych – Lipce Reymontowskie

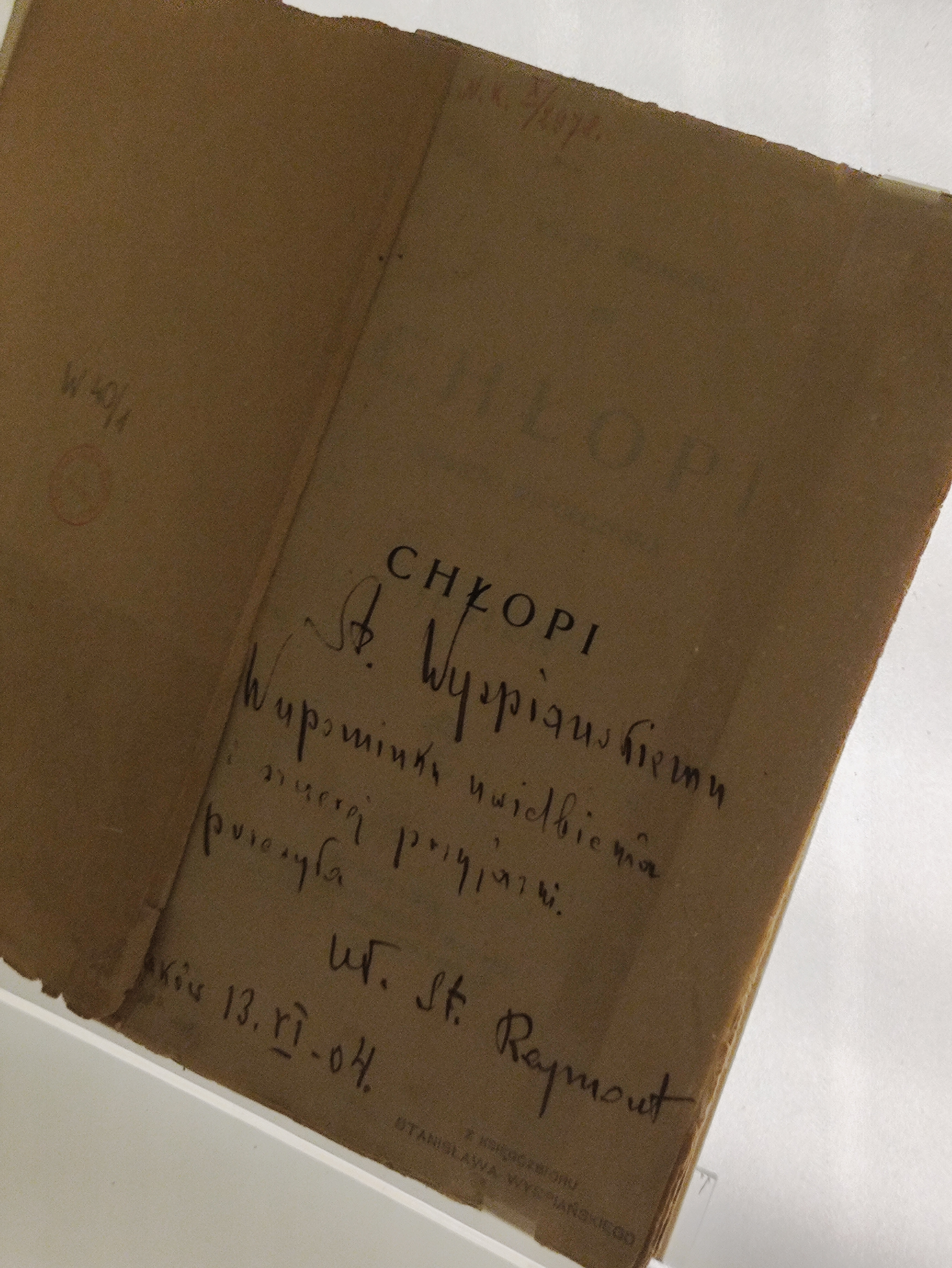
Egzemplarz publikacji z dedykacją autora dla Stanisława Wyspiańskiego (ze zbiorów Muzeum Stanisława Wyspiańskiego w Krakowie)

W okresie, w którym powstawała powieść, tematyka chłopska była popularna w sztuce i literaturze. Tego typu wątki pojawiały się również we wczesnych utworach Reymonta. Jednocześnie niektórzy badacze sugerują, że bezpośrednim impulsem do napisania powieści chłopskiej mogła być dla pisarza powieść Ziemia (1887) Emila Zoli – Chłopi mieliby, zgodnie z tą hipotezą, być polemiką z utworem francuskiego powieściopisarza. Reymont nie znał jednak języka francuskiego w stopniu umożliwiającym mu swobodne czytanie tego utworu, mógł się więc zaznajomić z nim najwyżej za sprawą relacji żony bądź przyjaciół. Oba utwory łączy też niewiele elementów: tematyka chłopska, opisy prac i uroczystości wiejskich oraz podział akcji na cztery pory roku. Zbieżności te wynikać jednak mogą z samej tematyki tych dzieł.

## Okoliczności powstania i publikacji powieści
Umowę na druk pierwszej wersji powieści o chłopach (jednotomowej) Reymont podpisał z „Tygodnikiem Ilustrowanym” w listopadzie 1897. Nad utworem pracował w latach 1898−1899, ale praca nie szła według początkowych założeń, ponieważ spotykały go trudności finansowe, zdrowotne i sercowe.
Pierwsza wersja powieści była gotowa już w 1901 roku, jednak niedługo przed oddaniem tekstu do druku Reymont postanowił przeredagować początek powieści. Przeglądając rękopis, uznał, że całość utworu nie jest zgodna z jego zamierzeniami. Niezadowolony pisarz zdecydował się więc zacząć pracę od nowa i spalić napisaną już powieść. Zniszczeniu uległo w sumie 11 tys. wierszy. Pierwszą wersję utworu mogło znać zaledwie kilka osób, jedną z nich był prawdopodobnie Julian Ochorowicz.
Właściwa wersja Chłopów powstawała w latach 1901–1908. Duża część powieści pisana była w czasie pobytu pisarza w Paryżu, gdzie, jak twierdził Reymont, łatwiej było mu się skupić na pracy niż na ziemiach polskich. Reymont narzucił sobie dużą dyscyplinę pracy, codziennie pisząc zaplanowaną część powieści chłopskiej, jednocześnie pracował również nad innymi utworami.
Powieść po raz pierwszy ukazywała się w druku w odcinkach w „Tygodniku Ilustrowanym” od 18 stycznia 1902 do 26 grudnia 1908 z dedykacją dla Zenona Przesmyckiego. W formie książkowej utwór ukazywał się partiami – pierwsze dwa tomy zostały wydane w 1904 roku, tom trzeci – w 1906, natomiast czwarty – w 1909. Pierwsze wydanie zawierało podtytuł Powieść współczesna.

## Kompozycja i konstrukcja powieści

### Miejsce akcji
Akcja powieści dzieje się we wsi Lipce, miejscowość ta nie odpowiada jednak rzeczywistej wsi o takiej nazwie, obecnie nazywanej Lipcami Reymontowskimi. Przede wszystkim nie zgadza się topografia okolicy. W powieści brakuje również wzmianki o warszawsko-wiedeńskiej linii kolejowej, która przebiegała tuż obok rzeczywistych Lipiec i odgrywała znaczącą rolę w życiu wsi. Z kolei rozplanowanie powieściowej wsi było typowe dla wielu ówczesnych tego typu miejscowości na ziemi łódzkiej, a nie tylko dla rzeczywistych Lipiec.

### Czas w powieści
Akcja utworu obejmuje dziesięć miesięcy – rozpoczyna się pod koniec września, a kończy pod koniec lipca. Nie jest znany dokładny rok, w którym toczy się akcja, jednak jest kilka przesłanek, dzięki którym można go lokować:
- Parobek Borynów, Pietrek, w rozmowie z żebrakiem mówi, że był na wojnie „z Turkiem”. Ostatnia przed I wojną światową wojna rosyjsko-turecka miała miejsce w latach 1877–1878. Jako że w wojsku carskim służba trwała pięć lat, a Pietrek wrócił z wojska niecały rok przed tą rozmową, na podstawie tej przesłanki należałoby datować akcję powieści najpóźniej na 1883 rok[12].
- Również Franciszek Ziejka, na podstawie pośredniego wnioskowania z wydarzeń politycznych w imperium rosyjskim uważał, że najprawdopodobniejszym czasem akcji jest przełom lat 1883/84[13].
- W części II („Zima”) pojawia się wzmianka, że Święto Trzech Króli przypadało w poniedziałek. Pozwala to domniemywać, że mowa o roku 1890, 1896, 1902, 1908 lub później, w tym cyklu. Nieco dalej narrator wspomina, iż Popielec wypadał w marcu. Tablice świąt ruchomych wskazują, że pomiędzy powstaniem styczniowym a I wojną światową Środa Popielcowa w marcu przypadła w 1908 roku. Zatem, spełnia wszystkie wymienione powyżej warunki tylko 1908 rok.
- Używanie przez bohaterów kosy wskazuje na koniec XIX wieku, bowiem Jacek (Hiacynt) Jezierski herbu Nowina założył pierwszą w Polsce fabrykę kos w Sobieniach Szlacheckich pod koniec XVIII wieku. Nie jest wykluczone, że Reymont utrwalił w swojej powieści fakt, iż kosy coraz częściej wypierały sierpy.

Należy jednak pamiętać, że autor mógł celowo lub nieświadomie wprowadzić nieprawidłowości dotyczące dat.
Powieść podzielona jest na cztery pory roku, w każdej części znajdują się opisy charakterystycznych dla tego okresu świąt liturgicznych, zwyczajów i prac gospodarskich. Jednoczesne osadzenie akcji w rytmie jednego roku kalendarzowego i liturgicznego oraz nieokreślenie dokładnego historycznego momentu, w którym ma on miejsce, pozwalały pisarzowi na osiągnięcie efektu ciągłego trwania i pozahistoryczności wydarzeń. W utworze występują jednak aluzje do konkretnych wydarzeń historycznych, m.in. do udziału chłopów w powstaniu styczniowym. Za wątek patriotyczny i wpisanie akcji Chłopów w historyczny czas Polski (rozciągający się aż do początków polskości) odpowiada postać Rocha, opowiadającego legendy o podłożu historycznym. Jest to również jedyna postać, która w utworze odwołuje się do zdarzeń mogących mieć miejsce w przyszłości.
Czas powieściowy wydłuża się niejednokrotnie w powieści dla konkretnych bohaterów, np. kiedy Antek pracuje w tartaku, do Godów brakuje tylko pięciu dni, ale narrator pisze, że bohaterowi ciężko mijały dzień za dniem, tydzień za tygodniem. Czas wewnętrzny Antka wydłuża się w stosunku do czasu realnego, ponieważ znajduje się on w trudnej sytuacji psychologicznej.

### Narracja
Kazimierz Wyka w eseju Próba nowego odczytania „Chłopów” Reymonta wyróżnił trzy typy narracji w Chłopach i przyporządkował je trzem różnym narratorom, każdemu z nich przypisując inną rolę:
- Wsiowy gaduła – narrator pochodzący z opisywanego środowiska, lubujący się w dokładnych i szerokich opisach, posługuje się gwarą. Nawiązuje do tradycji gawędy. Jest najczęściej pojawiającym się w powieści Reymonta typem narratora. Odpowiada przede wszystkim za warstwę fabularną utworu, ale także czasem za warstwę obyczajowo-obrzędowo-liturgiczną.
- Stylizator młodopolski – posługuje się językiem poetyckim i inteligenckim Młodej Polski. Odpowiada za te jej warstwy, które dotyczą porządku życia i śmierci oraz rytmu przyrody.
- Realistyczny obserwator – posługuje się językiem prozy realistycznej, wykształconym głównie w dobie pozytywizmu. Najrzadziej występuje w powieści. Jego obecność przejawia się po trosze we wszystkich jej warstwach.

Wcześniejsi badacze (m.in. Maria Rzeuska, Julian Krzyżanowski, Lech Budrecki) wyróżniali w Chłopach jedynie dwa typy narratora: chłopskiego (opisującego wydarzenia z punktu widzenia osoby wewnątrz wsi) i inteligenckiego (posługującego się zewnętrznym wobec opisywanego środowiska punktem widzenia).

## Bohaterowie
- Maciej Boryna – najbogatszy gospodarz we wsi, na początku powieści ma 58 lat i jest dwukrotnym wdowcem[20]. W trakcie akcji powieści żeni się po raz trzeci, tym razem z młodą Jagną[20]. Szybko zaczyna mieć kłopoty z dużo młodszą żoną, słucha wiejskich plotek, które oczerniają Jagnę. Zastawia pułapkę na żonę informując ją, że wyjeżdża ze wsi, jednak pozostaje i podgląda jej poczynania. Nakrywa ją z Antkiem (własnym synem) w stogu siana, który podpala i straszy ich widłami[20]. Podczas bitwy o las zostaje ciężko ranny po uderzeniu w głowę przez Borowego. Kilka tygodni leży bez świadomości, śmierć przychodzi w porze sianokosów. Wówczas Boryna odprawia obrzęd siewu, zbiera ziemię z pola do koszuli i rozrzuca ją ruchem siania, wydaje mu się, że słyszy głos z lasu "Gospodarzu! Gospodarzu!" i umiera[20].
- Jagna Paczesiówna (Borynowa) – osiemnastoletnia córka Dominikowej, uchodzi za piękność (ma płowe włosy i błękitne oczy)[20]. Ma duże powodzenie u mężczyzn, ale pozostaje pod kuratelą matki, nie ma prawa do zarządzania swoją przyszłością. Wchodzi w romans z żonatym Antkiem (synem Macieja). Sprawia wrażenie dziewczyny naiwnej, którą łatwo wykorzystać (wójt ją opił i wykorzystał seksualnie)[20]. Zmuszona przez matkę wychodzi dla majątku za Macieja Borynę. Po bitwie w lesie, zostaje postawiona w trudnej sytuacji, ponieważ Hanka zaczyna przejmować rolę gospodyni, wyprowadza się z powrotem do matki. Wieś uznaje ją za "zakałę" i postanawia wygnać. Wywlekają Jagnę z domu Dominikowej i wywożą z gnojem poza wieś. Po tym wydarzeniu matka z córką ukrywają się przed ostracyzmem wsi w domu brata Jany - Szymka, w Podlesiu[20].
- Antek (Antoni) Boryna – syn Macieja, żonaty z Hanką Bylicówną. Wchodzi w romans z Jagną, zostaje wraz z rodziną wyrzucony z chałupy, przenoszą się do domu rodziców Hanki i żyją bardzo biednie. Antek nie chce podjąć pracy najemnej, ale zostaje do niej zmuszony przez żonę i zatrudnia się w młynie. Romans z Jagną dalej trwa, po wydarzeniach w lesie zostaje osadzony w więzieniu. Dzięki Hance (wniesieniu przez nią opłaty) zostaje zwolniony z więzienia. Po tych wydarzeniach docenia żonę i jej ciężką pracę. Mimo to dochodzi jeszcze do zbliżenia między nim a Jagną. Po śmierci ojca zaczyna odczuwać większą przynależność do gromady i staje się godnym szacunku i bogatym gospodarzem, widać to kiedy zapytany o wypędzenie Jagny ze wsi odpowiada: "W gromadzie żyję, to i z gromadą trzymam!"[20].
- Hanka (Anna) Borynowa z domu Bylicówna – żona Antka. Pochodzi z biednej rodziny. Z początku nie ma własnego zdania, nielubiana przez teścia i męża. Upokorzona i pozostawiona sama na gospodarce nabiera pewności siebie, staje się zaradna, chytra i dumna, przejmuje majątek po teściu i wypędza Jagnę. Wprawia Antka w podziw, który po powrocie z więzienia jest pozytywnie zaskoczony jej zaradnością i pracowitością. Przed pójściem na pielgrzymkę do Częstochowy godzi się z Dominikową i Jagną prosząc o wybaczenie krzywd.
- Magda – córka Boryny, siostra Antka, żona kowala Michała, upomina się o swoje wiano.
- Kowal Michał – mąż Magdy, zięć Boryny. Człowiek zapobiegliwy i chytry, zabiega o majątek. Ubiera się po miejsku, prenumeruje gazetę.
- Józka Borynianka – małoletnia córka Boryny, zajmuje się gospodarstwem. Rozpieszczana przez ojca.
- Dominikowa (Marcjanna Paczesiowa) – wdowa, matka Jagny i dwóch dorosłych synów, których despotycznie wykorzystuje. Wiejska znachorka, a jednocześnie dewotka.
- Szymek i Jędrzych Paczesiowie – synowie Dominikowej. Długi czas wysługują się jej bez słowa protestu, w końcu Szymek, na którego małżeństwo matka nie chce dać zgody, wdaje się z nią w awanturę i odchodzi z domu. Jędrzej boi się matki, ale w końcu przystaje do brata. Szymek stawia własny dom i okazuje się bardzo dobrym gospodarzem. Po wypedzędzeniu Jagny z Lipiec daje jej schronienie.
- Kuba (Jakub) Socha – parobek Borynów, pracowity, z oddaniem zajmuje się inwentarzem i dba o Witka, chadza też kłusować. Postrzelony w nogę przez Borowego w czasie kłusowania, nie chcąc iść do szpitala, sam obcina sobie nogę. Umiera w stajni wskutek wykrwawienia w noc wesela Macieja Boryny. Uczestnik powstania styczniowego.
- Witek – sierota, parobek Borynów, ma umiejętności manualne – konstruuje różne urządzenia mechaniczne, interesuje się też naturą, łapie i oswaja ptaki oraz drobne zwierzęta.
- Bylica – ojciec Hanki i Weronki. Stary człowiek, czuje się ciężarem dla dzieci, przez co w końcu odchodzi z domu i zostaje żebrakiem. Kupuje wnukom zabawki i lubi tabakę.
- Rocho – działacz oświatowy i patriotyczny, ścigany przez Rosjan. Autorytet moralny. Zjawia się we wsi co trzy lata, uczy dzieci pisania i czytania, dorosłym opowiada moralizujące historie. Człowiek bardzo religijny. Brał udział w powstaniu styczniowym.
- Jagustynka – stara, uboga chłopka, wypędzona przez dzieci po zapisaniu im ziemi. Pracowita i jednocześnie gderliwa, skora do zaczepek i złośliwa, ale potrafi być też dobra i szczera.
- Jambroży – kościelny, zna się na wielu rzeczach i często jest wzywany we wszelkiej potrzebie. Bardzo stary człowiek („dziad może stuletni”), ma drewnianą nogę. Uczestnik licznych wojen w całej Europie, gdzie stracił nogę, a także powstania styczniowego.
- Pan Jacek – krewny dziedzica, uczestnik powstania styczniowego. Ranny w powstaniu został ocalony przez Kubę, potem leczył się „w ciepłych krajach”. Po powrocie szuka Kuby, niestety, odnajduje tylko jego grób. Jacek to niezwykły człowiek, bezinteresownie pomaga materialnie Lipczanom, przez co często jest uznawany za człowieka niespełna rozumu.
- Mateusz Gołąb – brat Nastki, zalotnik Jagny i Tereski. Ponad trzydziestoletni stary kawaler. Awanturnik i wiejski donżuan, ale człowiek bardzo utalentowany – potrafi zbudować dom, wóz i wiele innych rzeczy. Jako jedyny próbuje postawić się gromadzie, która napada Jagnę w jej domu. Uderzony traci przytomność.
- Nastka Gołębianka – siostra Mateusza, narzeczona, potem żona Szymka Paczesia.
- Tereska Płoszka – ma męża w wojsku carskim, przez co zwana jest „żołnierką”. Daje się omamić Mateuszowi i wdaje się z nim w romans, po powrocie męża przeżywa tragedię rodzinną.
- Wójt Piotr Rakoski – urzędnik, człowiek krzykliwy i despotyczny. Zalotnik Jagny, sprzeniewierza państwową kasę (m.in. na prezenty dla Jagny), przez co zostaje aresztowany, a jego majątek przepada.
- Ksiądz – nazywany przez mieszkańców Lipiec „dobrodziejem”, proboszcz miejscowej parafii. Dobry i pobożny, choć materialista. Gromi ludzi z ambony i wytyka im przewinienia. Unika kłopotów i trudnych decyzji. Umywa ręce od wypędzenia Jagny, daje nieme przyzwolenie.
- Jasio – syn organisty, uczeń, potem młody kleryk, w którym podkochuje się Jagna.
- Jagata (Agata) – żebraczka pochodząca z Lipiec, okresowo wędrująca „w świat”; wszystko, co uzbiera, zachowuje na godny pogrzeb.
- Młynarz – lokalny bogacz i wyzyskiwacz.
- Organista – ojciec m.in. Jasia, należy do nielicznej miejscowej inteligencji.
- Organiścina – żona organisty, matka Jasia. Hipokrytka i intrygantka. Wykrywa romans Jagny z synem i doprowadza do wygnania jej ze wsi podburzając społeczność przeciwko niej.
- Weronka – z domu Bylicówna, żona Stacha, siostra Hanki, kłótliwa i interesowna, okrutna wobec ojca. W czasie burzy jej chata ulega zniszczeniu, a zostaje odbudowana dzięki darowiźnie pana Jacka. Nieszczęście sprawia, że staje się pokorniejsza.
- Jankiel – Żyd, prowadzi karczmę.
- Dziedzic – szlachcic, właściciel lokalnego majątku, który jest w sporze z Lipczanami o las. Krewny pana Jacka.
- Pietrek – parobek Borynów, przyjęty w miejsce Kuby. Wrócił z branki, uczestnik wojny z Turkami.
- Borowy – sługa dziedzica, silny człowiek. Jest bezpośrednim sprawcą śmierci Kuby i Boryny. Ginie podczas bitwy o las z ręki Antka.
- Bartek Kozioł – ubogi, głupkowaty chłop, który żyje z kradzieży, jego żona wdaje się w bójkę z wójtową.

## Adaptacje filmowe
- W 1922 na podstawie powieści nakręcono film Chłopi.
- W 1972 powstał serial telewizyjny Chłopi. Rok później stworzono kinową wersję serialu.
- W 2023 miał swoją premierę film Chłopi wykonany w technice animacji malarskiej z obrazami wzorowanymi na malarstwie Józefa Chełmońskiego, Ferdynanda Ruszczyca i Leona Wyczółkowskiego[21].

## Kontrowersje
Wójt gminy Lipce Reymontowskie napisał list protestacyjny do Piotra Glińskiego, ministra kultury i dziedzictwa narodowego, ze skargą na studentów Akademii Sztuk Teatralnych we Wrocławiu na kwestię Całe Lipce w mojej cipce, wypowiedzianą podczas spektaklu Chłopi, w reżyserii Sebastiana Majewskiego, którego premiera miała miejsce w listopadzie 2019 r.